# 제록스
제록스(영어: Xerox Corporation)는 1906년에 설립된 미국의 기업이다. 주로 흑백 프린터, 다기능 시스템, 복사기, 디지털 생산 인쇄기, 관련 상담 서비스 및 공급품을 제조하여 판매한다. 제록스는 2007년 10월에 미국 코네티컷주의 스탬퍼드에 본사를 옳겼다. 다만, 직원이 가장 많은 곳은 회사를 처음 설립하였던 지역인 뉴욕주의 로체스터 근방인 것으로 알려졌다. 제록스는 엘리자베스 2세와 웨일스 공 찰스로부터 왕실 조달 허가증을 받았다.

## 역사
제록스는 1906년에 본래 복사기 및 장비를 제조할 목적으로 로체스터에 헬로이드 포토그래픽 컴퍼니(The Haloid Photographic Company)라는 이름으로 설립되었다. 그 뒤 1958년에 핼로이드제록스(Haloid Xerox)로 이름을 바꾸었다가 1961년에 "제록스"라는 이름을 가지게 되었다.
이 회사 이름은 1959년에 체스터 칼슨이 개발한 전기사진술을 이용한 최초의 종이 복사기(건식 복사기)인 제록스 914(나중에 제로그래피로 이름이 바뀜)를 내놓으면서 널리 알려지게 되었다. 이 914라는 제품은 1961년 말에 이르기까지 크게 유행을 떨쳤으며 제록스는 거의 60,000,000 달러의 소득을 얻었다. 1965년까지 소득은 500,000,000 달러 이상으로 껑충 뛰었다. 914를 출시하기 전에 제록스는 "플랫 플레이트" 1385로 알려져 있던 프로토타입 핸드 이큅먼트(Hand equipment)의 개발 버전을 소개하며 시장 테스트를 하였다. 이것은 1955년 최초의 자동 제로그래픽 프린터인 "카피플로"(Copyflo)의 탄생으로 이어졌다. 카피플로는 대형 마이크로필름 프린터였으며 네거티브 마이크로필름으로부터 롤 페이퍼를 통해 양화(positive print)를 생산했다. 카피플로에 이어 1824 마이크로필름 프린터를 내놓았다. 전보다 크기와 무게가 반 정도로 줄었다. 이 시스템은 813 데스크톱 복사기의 기반이 되었다.
1963년에 제록스는 최초의 데스크톱 종이 복사기 제록스 813을 선보였다. 이로써 복사기가 어느 사무실 책상 위에는 딱맞게 올릴 수 있었으면 좋겠다는 칼슨의 꿈이 이루어졌다. 10년이 지난 1973년에 914를 기반으로 한 아날로그 방식의 기본 복사기가 나왔다.
이 기업은 1960년대에 크게 확장하여 제로그래피를 위한 연구 시설인 윌슨 센터(Wilson Center for Research and Technology)가 뉴욕 주의 웹스터에 열리게 되었다. 그 뒤, 1961년에 "제록스 코퍼레이션"(Xerox Corporation)으로 이름을 바꾸었다. 이 시기에 XRX (제록스 주식)이 뉴욕 증권거래소에, 1990년에는 시카고 증권거래소에 등재되었다.
1962년 제록스는 일본 후지필름과 5:5 합작회사 후지제록스를 설립했다. 1969년에 제록스는 Scientific Data Systems(SDS)를 인수하였고 1960년대와 1970년대에 32비트 메인프레임 컴퓨터인 시그마를 생산하였다.
1970년에 Charles Peter McColough가 회사를 맡았을 무렵 제록스 PARC (제록스 팰러앨토 연구소)를 열었다. 이 시설은 마우스, 그래픽 사용자 인터페이스와 같은 수많은 현대 컴퓨터 기술을 개발하였다. 이러한 발명 뒤에 제록스는 현대의 워크스테이션이나 개인용 컴퓨터와 비슷한 조그마한 미니컴퓨터인 제록스 앨토(Xerox Alto)를 1973년에 개발하였다. 이 기기는 CRT 화면에 마우스 모양의 조작 장치, 쿼티 자판을 갖추고 있는 등 최초의 진정한 개인용 컴퓨터로 생각할 수 있었다. 그러나 앨토는 이를 상업화시키지 못하고 제록스 자체에서도 이 제품의 잠재성을 깨닫지 못했다. 그러나 이 제품들은 전 세계의 제록스 사무실과 미국 정부 및 군대에 설치되었고 이들은 그 잠재성을 보기 시작했다. 이러한 지역에 개별 워크스테이션이 제록스의 고유 랜인 이더넷으로 연결되었다. 데이터는 패킷 데이터 시스템을 이용하여 무겁고 노랗고 손실이 적은 동축 케이블로 송신되었다. 곧 제록스의 기술자들은 각 지역을 함께 연결하는 일을 하였고 그들은 이 시스템을 "인터 네트워크 라우팅"('Inter Network Routing')으로 불렀다.
1979년에 제록스는 자사의 개발에 관심이 있는 모든 사람들에게 산업과 인쇄의 문을 열어 놓았다. 스티브 잡스를 비롯한 일부 애플 컴퓨터 직원들은 이날 제록스 PARC를 들렀다. 잡스와 다른 사람들은 WIMP ("Windows-창, Icons-아이콘, Menu-메뉴, Pointer-포인터"의 준말) 시스템의 상업적인 잠재성을 보았고 이 기술을 이용하여 애플 리사 개발에 이른다. 잡스는 이렇게 말하였다. "그 사람들은 자기네들이 무엇을 가졌는지도 모릅니다."
또, 제록스에서는 연구 센터의 발명을 토대로 운영할 기술과 비전을 갖춘 사람들이 없었던 것을 보고 그는 "제록스는 컴퓨터 산업에서 가장 위대한 승리를 할 수 있었음에도 패배하였지요. 제록스는 오늘날 컴퓨터 산업 모두를 지배할 수도 있었어요. 1990년대 IBM과 마이크로소프트의 열 배가 넘는 규모의 기업이 될 수 있었을텐데..."라고 말하기도 하였다. 1980년에 잡스는 몇몇 주요 PARC 연구자들을 찾아가서 자기 회사에 참가하여 이에 대한 개념을 완전하게 개발하고 포함시킬 수 있게 하였다. 빌 게이츠도 이와 비슷한 생각을 하였다.

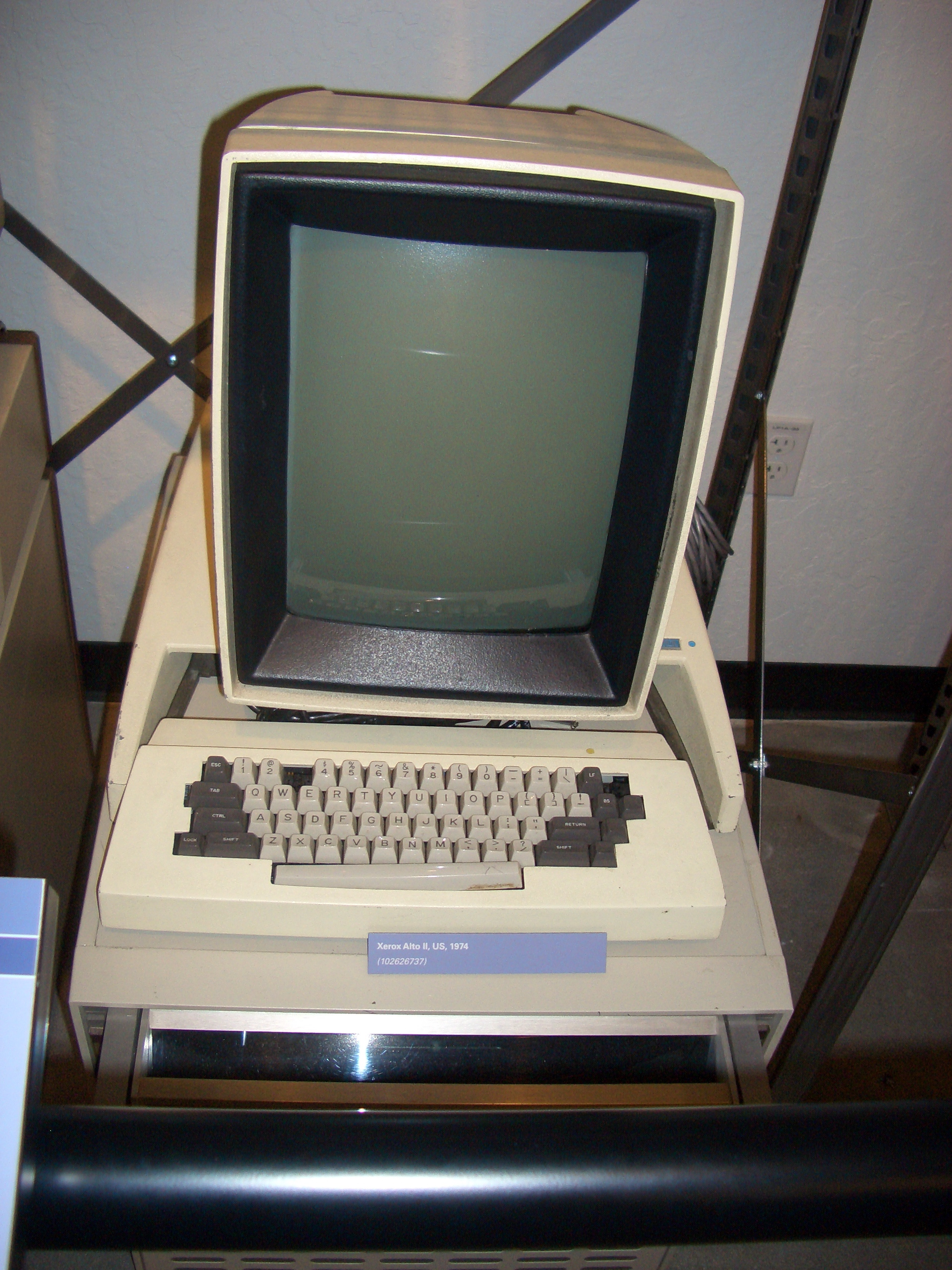
제록스 앨토(Alto) 워크스테이션은 제록스 PARC에서 개발되었다.

1980년대 중반에 애플은 제록스를 사들이는 것을 생각하고 있었다. 그러나 이 거래는 이루어지지 않았다. 그 대신 애플은 비즈니스와 교육 시장을 목표로 앨토 GUI(Alto GUI)에 대한 권리를 산 다음 개인용 컴퓨터에 채택시켰다. 1984년에 애플 매킨토시가 출시되었으며 GUI와 마우스의 인기를 끌게 한 최초의 컴퓨터가 되었다.
2000년에 제록스는 925,000,000 달러에 오리건 주에 위치한 텍트로닉스의 컬러 인쇄 및 이미징 부서를 인수하였다. 이로써 제록스의 고체 잉크 인쇄 기술뿐 아니라 제록스 페이서(Xerox Phaser) 제품이 등장하였다.
2009년 9월 28일에 제록스는 Affiliated Computer Services를 6,400,000,000 달러에 인수한다고 발표하였다. 2010년 2월 8일에 거래가 완료되었다.
2018년 2월 2일, 제록스는 아시아태평양 지역 복사기 사업 파트너인 일본 후지필름에게 인수되어 후지제록스와 통합될 것이라고 발표되었다. 그러나 미국의 행동주의 투자자이자 제록스의 주요주주인 칼 아이칸과 다윈 디슨이 후지필름이 제시한 인수가가 제록스를 저평가하고 있다며, 미국 뉴욕고등법원에 인수금지 가처분을 요구하는 소송을 제기했다. 이를 법원이 승인하며 인수는 무산되었고, 인수를 추진한 제록스 CEO 제프 제이컵슨 및 이사 6인이 물러났다.
2019년 11월 6일 제록스는 후지필름과 57년 간의 파트너십을 중단하고 후지제록스 지분 25%도 23억달러에 매각한다고 발표했다.
칼 아이칸이 지명한 신임 CEO 존 비센틴은 미국의 전자기업 HP와 합병을 추진하였다. 그러다가 HP 경영진의 동의를 얻지 못하고 적대적 인수합병 시도를 강행했으나, 2020년 3월 31일 인수 및 합병시도를 중단할 것을 발표했다.

## 후지 제록스
제록스는 국제적인 브랜드임에도 불구하고 아·태평양 지역에서만 개발, 생산, 판매할 목적으로 1962년부터 2019년까지 일본 후지필름과 합작회사를 운영하였다. 2021년에 후지필름비즈니스이노베이션으로 변경이 되었다.

## 같이 보기
- 제록스 인디아
- 제록스 PARC